# Laurențiu Toma
Laurențiu Mihai Toma (n. 28 iunie 1981, în Ploiești, județul Prahova) este un handbalist român care joacă pentru HCM Constanța pe postul de extremă dreapta. Până în anul 2011, el a fost și component al echipei naționale a României.
În 2010, pentru serviciile aduse echipei și orașului, precum și pentru comportamentul sportiv exemplar, Toma a fost declarat Cetățean de onoare al municipiului Constanța. În 2013, el a fost declarat și Cetățean de onoare al comunei Colceag .
Toma a debutat la naționala de seniori în 1999 și a fost căpitanul acesteia o lungă perioadă de timp. Până în anul 2011, el a jucat pentru România în 133 de meciuri, în care a înscris 339 de goluri.

## Palmares
- Liga Națională:
  - Câștigător: 2004, 2006, 2007, 2009, 2010, 2011, 2012, 2013, 2014
- Cupa României:
  -  Câștigător: 2006, 2011, 2012, 2013, 2014, 2018
- Supercupa României:
  -  Câștigător: 2013, 2014, 2017
- Cupa Cupelor EHF:
  - Semifinalist: 2006
  - Sfertfinalist: 2007, 2009
  - Final Four 2014
- Cupa Challenge EHF:
  - Semifinalist: 2004

## Premii
- Handbalistul român al anului: 2009
- Al treilea marcator în Liga Campionilor EHF: 2010[5] (90 de goluri)